# Antoine van der Linden
Antoine van der Linden (Roterdão, 17 de Março de 1976) é um futebolista neerlandês.
Iniciou a sua carreira como profissional em 1997 ao serviço do Sparta Roterdã. Em 2007 chegou ao futebol português para actuar no Club Sport Marítimo. Em Junho de 2009 voltou ao futebol holandês para jogar no Heracles Almelo.